# Alexandria (album)
Alexandria – album zespołu John Porter Band, wydany w 1993 przez wytwórnię Schubert Music. W 2007 firma Metal Mind Productions dokonała reedycji płyty.

## Lista utworów
1. "Suicide Bridge" (J. Porter) – 5:10
2. "Alexandria" (J. Porter) – 4:15
3. "Run, Run" (J. Porter) – 4:57
4. "Paradise" (J. Porter) – 3:54
5. "Inside Your Dream" (J. Porter) – 3:34
6. "Lover" (J. Porter) – 4:51
7. "Electric Feeling" (J. Porter) – 4:02
8. "Slave" (J. Porter) – 4:42
9. "Long-Haired Girls in Their Tight Short Skirts" (J. Porter) – 7:00
10. "Better Than Living" (J. Porter) – 3:03

## Skład
- John Porter – śpiew, gitara, gitara akustyczna
- Neil Black – skrzypce
- Piotr Domiński – gitara
- Wojciech Morawski – perkusja
- Sebastian Wojnowski – gitara basowa